# Cordillera megye
Cordillera  egy megye Paraguayban. Székhelye Caacupé.

## Földrajz
Az ország középpontjától délkeletre található. Megyeszékhely: Caacupé. Részben területén található az Ypacaraí-tó.

## Települések
20 szervezeti egységre oszlik:
1. Altos
2. Arroyos y Esteros
3. Atyrá
4. Caacupé
5. Caraguatay
6. Emboscada
7. Eusebio Ayala
8. Isla Pucú
9. Itacurubí de la Cordillera
10. Juan de Mena
11. Loma Grande
12. Mbocayaty del Yhaguy
13. Nueva Colombia
14. Priribebuy
15. Primero de Marzo
16. San Bernardino
17. San José Obrero
18. Santa Elena
19. Tobatí
20. Valenzuela